# Rhinolophus montanus
Rhinolophus montanus — вид рукокрилих родини Підковикові (Rhinolophidae).

## Поширення
Країни проживання: Східний Тимор. В даний час відомий тільки по типовому зразку знайденому на висоті 1220 метрів.

## Загрози та охорона
Загрози для цього виду невідомі.